# 헤르시르
헤르시르(고대 노르드어: Hersir)는 100여 명의 남자가 있는 백인촌락(hundred)의 지도자로 야를이나 왕에게 충성을 맹세한 바이킹의 지역 지도자이다. 헤르시르는 봉건제의 중간계급처럼 지주가 되기를 열망했고 지배자에게 충성을 바쳐 그들의 중앙집권을 도왔다. 본레 "헤르시르"라는 말은 자기 땅을 가진 부유한 농민을 가리키는 말이었으며, 그러한 농민들이 부유했기에 지도자가 되었다. 바이킹 시대를 거치면서 헤르시르는 촌락민들을 이끌고 해적질을 이끄는 이들로 재정의된다. 10세기부터 스칸디나비아에 본격 군주제가 발달하기 시작하면서 헤르시르들의 영향력은 줄어들기 시작했다. 헤르시르는 다시 지역 지도자 또는 대표자를 의미하는 말로 되돌아갔고, 독립된 군사 지도자로서의 성격은 없어지게 되었다.